# Polnischer Fußballpokal 1991/92

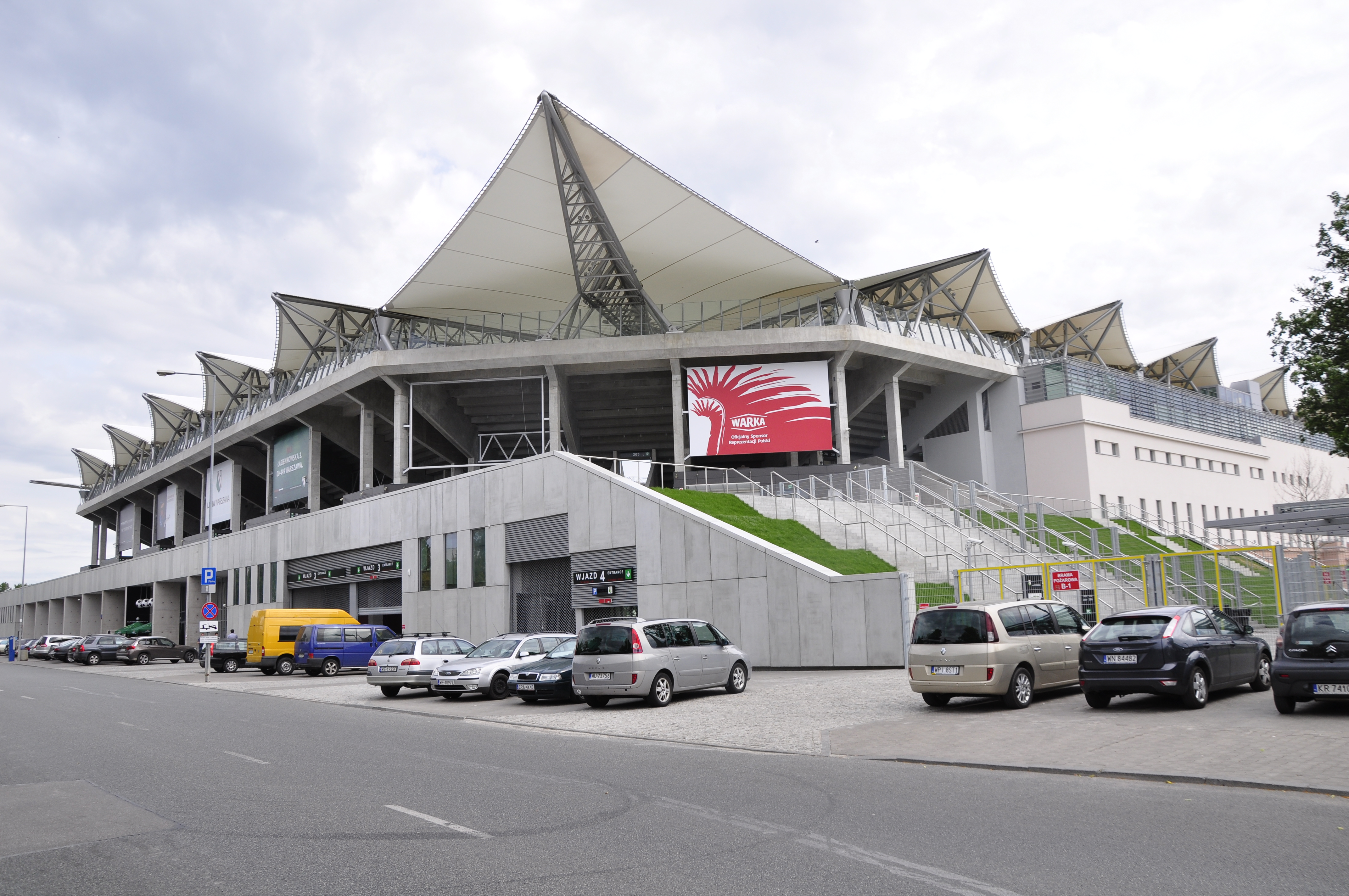
Stadion Wojska Polskiego in Warschau (heute: Pepsi Arena) nach dem Umbau, Austragungsort des polnischen Pokalfinales 1992

Der Puchar Polski 1991/92 war die 38. Ausspielung des polnischen Pokalwettbewerbs. Er begann am 24. Juli 1991 und wurde mit dem Finale am 24. Juni 1992 abgeschlossen.
Zweitligist Miedź Legnica gewann den nationalen Pokal zum ersten Mal in seiner Vereinsgeschichte. Endspielgegner Górnik Zabrze stand zum zwölften Mal im Finale und unterlag zum sechsten Mal. Durch den Pokalgewinn war Miedź Legnica für die Teilnahme am Europapokal der Pokalsieger qualifiziert.
Titelverteidiger GKS Katowice schied im Achtelfinale aus.

## Teilnehmende Mannschaften
| 1. Liga 16 Vereine der Saison 1990/91 | 2. Liga 20 Vereine der Saison 1990/91 | 49 Regionale Teilnehmer aus den Woiwodschaften | 49 Regionale Teilnehmer aus den Woiwodschaften | 49 Regionale Teilnehmer aus den Woiwodschaften | 49 Regionale Teilnehmer aus den Woiwodschaften |
| Zagłębie Lubin Górnik Zabrze Wisła Krakau GKS Katowice (TV) Hutnik Krakau Lech Posen Śląsk Wrocław Olimpia Posen Legia Warschau Motor Lublin ŁKS Łódź Igloopol Dębica Ruch Chorzów Zawisza Bydgoszcz Stal Mielec Zagłębie Sosnowiec | Stal Stalowa Wola Widzew Łódź Jagiellonia Białystok Miedź Legnica Stilon Gorzów Wielkopolski Raków Częstochowa Polonia Bytom Siarka Tarnobrzeg Szombierki Bytom Górnik Wałbrzych Pogoń Szczecin Lechia Gdańsk Resovia Rzeszów Odra Wodzisław Stal Rzeszów Zagłębie Wałbrzych Korona Kielce Gwardia Warschau Hutnik Warschau Ostrovia Ostrów Wielkopolski | - W. Biała Podlaska AZS Biała Podlaska - W. Białystok Jagiellonia II Białystok - W. Bielsko-Biała Morcinek Kaczyce - W. Bydgoszcz Chemik Bydgoszcz - W. Chełm Start 1994 Krasnystaw - W. Ciechanów MZKS Płońsk - W. Częstochowa Motor Praszka - W. Elbląg Olimpia Elbląg - W. Gdańsk Arka Gdynia - W. Gorzów Pogoń Barlinek - W. Jelenia Góra Olimpia Kamienna Góra - W. Kalisz Prosna Kalisz - W. Katowice Piast Gliwice | - W. Kielce KSZO Ostrowiec Świętokrzyski - W. Konin Górnik Konin - W. Koszalin Darłovia Darłowo - W. Kraków KS Cracovia - W. Krosno Stal Sanok - W. Legnica Górnik Złotoryja - W. Leszno Zjednoczeni Pudliszki - W. Lublin Avia Świdnik - W. Łomża ŁKS Łomża - W. Łódź Włókniarz Pabianice - W. Nowy Sącz Start Nowy Sącz - W. Olsztyn Jeziorak Iława - W. Opole Czarni Otmuchów | - W. Ostrołęka Bug Wyszków - W. Piła Polonia Chodzież - W. Piotrków Piotrcovia Piotrków Trybunalski - W. Płock Górnik Łęczyca - W. Poznań Lech II Posen - W. Przemyśl Spomasz Kańczuga - W. Radom Radomiak Radom - W. Rzeszów Błękitni Ropczyce - W. Siedlce Podlasie Sokołów Podlaski - W. Sieradz Terpol Sieradz - W. Skierniewice Pelikan Łowicz - W. Słupsk Stal Jezierzyce | - W. Suwałki Wigry Suwałki - W. Szczecin Polger Police - W. Tarnobrzeg Tłoki Stal Gorzyce - W. Tarnów Unia Tarnów - W. Toruń Legia Chełmża - W. Wałbrzych Lechia Dzierżoniów - W. Warszawa Polonia Warschau - W. Włocławek Włocłavia Włocławek - W. Wrocław Ślęza Wrocław - W. Zamość Hetman Zamość - W. Zielona Góra Lechia Zielona Góra |

## Vorrunde
| Datum      |               | Ergebnis |                       |
| ---------- | ------------- | -------- | --------------------- |
| 24.07.1991 | Prosna Kalisz | 3:1      | Zjednoczeni Pudliszki |

## 1. Runde
Die Spiele der 1. Runde fanden am 24. und 28. Juli 1991 mit dem Sieger der Vorrunde sowie den übrigen Teilnehmern aus den Woiwodschaften statt.
| Datum      |                                 | Ergebnis              |                              |
| ---------- | ------------------------------- | --------------------- | ---------------------------- |
| 24.07.1991 | ŁKS Łomża                       | 0:0 n. V. (4:1 i. E.) | Polonia Warschau             |
| 24.07.1991 | Darłovia Darłowo                | 4:0                   | Polger Police                |
| 24.07.1991 | Lechia Dzierżoniów              | 2:1                   | Ślęza Wrocław                |
| 24.07.1991 | Start Nowy Sącz                 | 1:2                   | Cracovia                     |
| 24.07.1991 | Hetman Zamość                   | 10:3 1                | Avia Świdnik                 |
| 24.07.1991 | Arka Gdynia                     | 1:1 n. V. (4:3 i. E.) | Olimpia Elbląg               |
| 24.07.1991 | Stal Jezierzyce                 | 3:4                   | Chemik Bydgoszcz             |
| 28.07.1991 | Jagiellonia II Białystok        | 10:3 2                | Bug Wyszków                  |
| 28.07.1991 | Górnik Łęczyca                  | 0:3                   | Górnik Konin                 |
| 28.07.1991 | Polonia Chodzież                | 6:1                   | Pogoń Barlinek               |
| 28.07.1991 | Olimpia Kamienna Góra           | 1:0                   | Lechia Zielona Góra          |
| 28.07.1991 | Morcinek Kaczyce                | 0:2                   | Piast Gliwice                |
| 24.07.1991 | Spomasz Kańczuga                | 3:1                   | Stal Sanok                   |
| 28.07.1991 | Błękitni Ropczyce               | 2:5                   | Unia Tarnów                  |
| 28.07.1991 | Czarni Otmuchów                 | 1:1 n. V. (2:4 i. E.) | Terpol Sieradz               |
| 28.07.1991 | Start 1994 Krasnystaw           | 0:1                   | AZS Biała Podlaska           |
| 28.07.1991 | Włocłavia Włocławek             | 4:0                   | Lech II Posen                |
| 28.07.1991 | Górnik Złotoryja                | 2:0                   | Prosna Kalisz                |
| 28.07.1991 | Piotrcovia Piotrków Trybunalski | 1:5                   | Motor Praszka                |
| 28.07.1991 | Jeziorak Iława                  | 4:1                   | Wigry Suwałki                |
| 28.07.1991 | Legia Chełmża                   | 5:3                   | MZKS Płońsk                  |
| 28.07.1991 | Podlasie Sokołów Podlaski       | 1:4                   | Radomiak Radom               |
| 28.07.1991 | Tłoki Stal Gorzyce              | 3:1                   | KSZO Ostrowiec Świętokrzyski |
| 28.07.1991 | Pelikan Łowicz                  | 2:2 n. V. (6:5 i. E.) | Włókniarz Pabianice          |

## 2. Runde
Die Spiele der 2. Runde wurden am 8. August 1991 mit den Gewinnern der 1. Runde ausgetragen.
| Datum      |                     | Ergebnis              |                       |
| ---------- | ------------------- | --------------------- | --------------------- |
| 08.08.1991 | Darłovia Darłowo    | 4:1                   | Arka Gdynia           |
| 08.08.1991 | Polonia Chodzież    | 1:1 n. V. (5:4 i. E.) | Chemik Bydgoszcz      |
| 08.08.1991 | Lechia Dzierżoniów  | 2:1                   | Piast Gliwice         |
| 08.08.1991 | Spomasz Kańczuga    | 0:1                   | Tłoki Stal Gorzyce    |
| 08.08.1991 | Legia Chełmża       | 2:5                   | Jeziorak Iława        |
| 08.08.1991 | Włocłavia Włocławek | 5:2                   | Pelikan Łowicz        |
| 08.08.1991 | Górnik Złotoryja    | 4:1                   | Olimpia Kamienna Góra |
| 08.08.1991 | Terpol Sieradz      | 2:1                   | Górnik Konin          |
| 08.08.1991 | Motor Praszka       | 1:1 n. V. (5:6 i. E.) | Radomiak Radom        |
| 08.08.1991 | ŁKS Łomża           | 0:3                   | Bug Wyszków           |
| 08.08.1991 | AZS Biała Podlaska  | 0:1                   | Avia Świdnik          |
| 08.08.1991 | Unia Tarnów         | 3:1                   | Cracovia              |

## 3. Runde
Die Spiele der 3. Runde fanden am 20. und 21. August 1991 statt. Es nahmen die Gewinner der 2. Runde sowie die Mannschaften der 2. Liga der Saison 1990/91 teil.
| Datum      |                              | Ergebnis              |                            |
| ---------- | ---------------------------- | --------------------- | -------------------------- |
| 2X.08.1991 | Avia Świdnik                 | 2:3 n. V.             | Stal Rzeszów               |
| 2X.08.1991 | Unia Tarnów                  | 1:4                   | Stal Stalowa Wola          |
| 2X.08.1991 | Terpol Sieradz               | 0:1                   | Widzew Łódź                |
| 2X.08.1991 | Darłovia Darłowo             | 1:5                   | Pogoń Szczecin             |
| 2X.08.1991 | Lechia Dzierżoniów           | 0:1 n. V.             | Raków Częstochowa          |
| 2X.08.1991 | Polonia Chodzież             | 2:0                   | Lechia Gdańsk              |
| 2X.08.1991 | Tłoki Stal Gorzyce           | 1:2                   | Korona Kielce              |
| 2X.08.1991 | Jeziorak Iława               | 1:3 n. V.             | Jagiellonia Białystok      |
| 2X.08.1991 | Włocłavia Włocławek          | 0:5                   | Stilon Gorzów Wielkopolski |
| 2X.08.1991 | Górnik Złotoryja             | 2:1                   | Górnik Wałbrzych           |
| 2X.08.1991 | Radomiak Radom               | 1:1 n. V. (5:6 i. E.) | Polonia Bytom              |
| 2X.08.1991 | Ostrovia Ostrów Wielkopolski | 1:1 n. V. (1:3 i. E.) | Miedź Legnica              |
| 2X.08.1991 | Hutnik Warschau              | 2:1                   | Siarka Tarnobrzeg          |
| 2X.08.1991 | Szombierki Bytom             | 2:3                   | Zagłębie Wałbrzych         |
| 2X.08.1991 | Resovia Rzeszów              | 4:0                   | Odra Wodzisław             |
| 2X.08.1991 | Bug Wyszków                  | 1:2                   | Gwardia Warschau           |

## 4. Runde
Die 4. Runde fand am 3. und 4. September 1991 mit den Gewinnern der 3. Runde statt. Hinzu kamen die 16 Mannschaften der 1. Liga.
| Datum      |                            | Ergebnis              |                    |
| ---------- | -------------------------- | --------------------- | ------------------ |
| 0X.09.1991 | Stal Stalowa Wola          | 2:1                   | Śląsk Wrocław      |
| 0X.09.1991 | Stal Rzeszów               | 2:1 n. V.             | Wisła Krakau       |
| 0X.09.1991 | Górnik Złotoryja           | 0:4                   | Legia Warschau     |
| 0X.09.1991 | Resovia Rzeszów            | 0:2                   | Górnik Zabrze      |
| 0X.09.1991 | Widzew Łódź                | 3:1                   | Hutnik Krakau      |
| 0X.09.1991 | Polonia Chodzież           | 2:1                   | Igloopol Dębica    |
| 0X.09.1991 | Korona Kielce              | 3:1 n. V.             | Zagłębie Lubin     |
| 0X.09.1991 | Hutnik Warschau            | 3:1                   | Lech Posen         |
| 0X.09.1991 | Stilon Gorzów Wielkopolski | 4:0                   | Zagłębie Sosnowiec |
| 0X.09.1991 | Polonia Bytom              | 1:4 n. V.             | Ruch Chorzów       |
| 0X.09.1991 | Zagłębie Wałbrzych         | 1:2                   | GKS Katowice       |
| 0X.09.1991 | Miedź Legnica              | 3:2                   | Stal Mielec        |
| 0X.09.1991 | Gwardia Warschau           | 1:2                   | Olimpia Posen      |
| 0X.09.1991 | Pogoń Szczecin             | 2:3 n. V.             | Zawisza Bydgoszcz  |
| 0X.09.1991 | Jagiellonia Białystok      | 3:2                   | Motor Lublin       |
| 0X.09.1991 | Raków Częstochowa          | 1:1 n. V. (1:3 i. E.) | ŁKS Łódź           |

## 5. Runde
Die Spiele der 5. Runde fanden am 13. Oktober, 11. und 20. November 1991 mit den Gewinnern der 4. Runde statt.
| Datum      |                       | Ergebnis              |                            |
| ---------- | --------------------- | --------------------- | -------------------------- |
| 13.10.1991 | Polonia Chodzież      | 2:2 n. V. (1:3 i. E.) | Zawisza Bydgoszcz          |
| 11.11.1991 | Stal Stalowa Wola     | 2:0                   | Ruch Chorzów               |
| 20.11.1991 | Hutnik Warschau       | 2:4                   | Stilon Gorzów Wielkopolski |
| 20.11.1991 | Stal Rzeszów          | 1:0 n. V.             | Legia Warschau             |
| 20.11.1991 | GKS Katowice          | 0:0 n. V. (1:3 i. E.) | Górnik Zabrze              |
| 20.11.1991 | Jagiellonia Białystok | 1:3                   | Widzew Łódź                |
| 20.11.1991 | Miedź Legnica         | 1:0                   | Olimpia Posen              |
| 20.11.1991 | Korona Kielce         | 0:1                   | ŁKS Łódź                   |

## Viertelfinale
Die Spiele wurden in Hin- und Rückspielen ausgetragen. Die erstgenannten Mannschaften hatten zuerst Heimrecht. Die Hinspiele fanden am 17. und 18. März 1992, die Rückspiele am 1. April 1992 statt.
|                            | Gesamt |                   | Hinspiel | Rückspiel |
| -------------------------- | ------ | ----------------- | -------- | --------- |
| ŁKS Łódź                   | 3:1    | Stal Rzeszów      | 2:0      | 1:1       |
| Stilon Gorzów Wielkopolski | 1:0    | Stal Stalowa Wola | 0:0      | 1:0       |
| Widzew Łódź                | 0:2    | Górnik Zabrze     | 0:1      | 0:1       |
| Miedź Legnica              | 4:3    | Zawisza Bydgoszcz | 2:1      | 2:2 n. V. |

## Halbfinale
Die erstgenannten Mannschaften hatten zuerst Heimrecht. Die Hinspiele fanden am 20. Mai 1992, die Rückspiele am 10. Juni 1992 statt.
|               | Gesamt |                            | Hinspiel | Rückspiel |
| ------------- | ------ | -------------------------- | -------- | --------- |
| ŁKS Łódź      | 2:3    | Górnik Zabrze              | 1:1      | 1:2 n. V. |
| Miedź Legnica | 4:1    | Stilon Gorzów Wielkopolski | 3:0      | 1:1       |

## Finale
| Miedź Legnica                                        | Miedź Legnica | Górnik Zabrze | Górnik Zabrze |
| ---------------------------------------------------- | --- | --- | ------------- |
| Miedź Legnica                                        | \| 24. Juni 1992 in Warschau (Stadion Wojska Polskiego) \| \| Ergebnis: 1:1 n. V. (1:1, 0:1), 4:3 i. E. \| \| Zuschauer: 5.000 \| \| Schiedsrichter: Michał Listkiewicz (Warschau) \|                                                                                            | \| 24. Juni 1992 in Warschau (Stadion Wojska Polskiego) \| \| Ergebnis: 1:1 n. V. (1:1, 0:1), 4:3 i. E. \| \| Zuschauer: 5.000 \| \| Schiedsrichter: Michał Listkiewicz (Warschau) \|                                                                                   | Górnik Zabrze |
| Miedź Legnica                                        | Dariusz Płaczkiewicz – Grzegorz Kochanek, Cezary Michalski, Andrzej Cymbała (79. Wojciech Gorski), Piotr Przerywacz – Tadeusz Gajdzis (73. Artur Wójcik), Jarosław Gierejkiewicz, Marcin Ciliński, Dariusz Dziarmaga – Dariusz Baziuk, Daniel Dyluś Cheftrainer: Jerzy Fiutowski | Marek Bęben – Marek Piotrowicz, Tomasz Wałdoch, Grzegorz Dziuk, Krzysztof Zagórski (76. Jacek Grembocki) – Piotr Jegor, Dariusz Koseła, Ryszard Staniek, Mieczysław Agafon – Ryszard Kraus, Henryk Bałuszyński (106. Andrzej Orzeszek) Cheftrainer: Jan Gerard Kowalski | Górnik Zabrze |
| Miedź Legnica                                        | 1:1 Dariusz Baziuk (82.) | 0:1 Piotr Jegor (9.) | Górnik Zabrze |
| Miedź Legnica                                        | Elfmeterschießen | | Górnik Zabrze |
| Miedź Legnica                                        | 1:1 Daniel Dyluś 2:1 Jaroslaw Gierejkiewicz 3:1 Grzegorz Kochanek 0 Marcin Ciliński 4:3 Artur Wójcik | 0:1 Piotr Jegor 0 Tomasz Wałdoch 0 Ryszard Kraus 3:2 Marek Piotrowicz 3:3 Ryszard Staniek | Górnik Zabrze |
| Miedź Legnica                                        | Grzegorz Kochanek | Mieczysław Agafon, Ryszard Staniek, Jacek Grembocki | Górnik Zabrze |
| 24. Juni 1992 in Warschau (Stadion Wojska Polskiego) | | |               |
| Ergebnis: 1:1 n. V. (1:1, 0:1), 4:3 i. E.            | | |               |
| Zuschauer: 5.000                                     | | |               |
| Schiedsrichter: Michał Listkiewicz (Warschau)        | | |               |